# Опеньок хибний сіропластинчатий
Опеньок хибний сіропластинчатий (Hypholoma capnoides (Fr.:) P.Kumm.) — їстівний гриб родини строфарієвих.

## Будова
Шапинка  2-8 см в діаметрі, тонком'ясиста, випукла, в центрі з горбочком, гола, вохряно-жовта, матово жовта, жовтувато-коричнева, жовтувато-оранжева, по краям світліша.
Гіменофор пластинчатий. Пластинки прирослі, часті, вузькі, в молодому віці бліді, білуваті, жовтуваті, пізніше сіруваті, фіолетово-сірі.
Ніжка 5-10 х 0,4-08 см, тонка, інколи викривлена, зверху білувато-жовта, в основі коричнева, з волокнами.
М'якоть білувата, без вираженого запаху, з приємним м'яким смаком.
Спори 7-10х4-5 мкм, еліпсоїдні, фіолетово-бурі, гладкі. Споровий порошок коричневий, темно-бордовий.

## Поширення та середовище існування
Так само як його отруйні і не їстівні види роду Опеньок сірчано-жовтий несправжній (H. fasciculare) та Опеньок цегляно-червоний (H. sublateritium) зростає в хвойних лісах, на мертвих трухлявіючих деревах, часто на пеньках сосни. Групами в серпні, листопаді. 

## Практичне використання
Під час збирання цього гриба необхідно вміти відрізнити його від сірчано-жовтого опенька, який є більш поширеним у багатьох регіонах. Опеньок сіропластинчатий має характерні пластинки світло-сірого кольору, які в процесі дозрівання спор стають фіолетово-бурими. Натомість сірчано-жовтий опеньок має зеленуваті пластинки. 
Також є ймовірність сплутати зі смертельною галериною оторочкуватою, неїстівним опеньком цегляно-червоним або добрим їстівним опеньком літнім.
Консервують, сушать, смажать. Деякі автори рекомендують перед вживанням відварити. В деяких джерелах вважається неїстівним і не рекомендований до збору, саму через те, що його легко сплутати з отруйними грибами.